# Гнилуша (притока Ужа)
Гнилуша — річка в Україні, у Коростенському районі Житомирської області. Ліва притока Ужа (басейн Прип'яті).

## Опис
Довжина річки приблизно 5,7 км.

## Розташування
Бере початок на південному сході від Купища. Тече переважно на південний схід і на південно-західній околиці Коростеня впадає у річку Уж, праву притоку Прип'яті. 
Річку перетинає автомобільна дорога М21.